# Александровка (Изюмский район)
Алекса́ндровка (укр. Олекса́ндрівка), село, 
Александровский сельский совет,
Изюмский район,
Харьковская область.
Код КОАТУУ — 6322880501. Население по переписи 2001 года составляет 420 (190/230 м/ж) человек.
Является административным центром Александровского сельского совета, в который, кроме того, входят сёла
Боголюбовка,
Козютовка,
Подвысокое и
Родной Край.

## Географическое положение
Село Александровка находится недалеко от истоков реки Теплянка, на расстоянии в 2 км расположены сёла Родной Край, Козютовка, Новоселовка (Балаклейский район).
В селе несколько небольших запруд.

## История
- 1886 — дата основания.

## Экономика
- Молочно-товарная ферма.

## Достопримечательности
- Братская могила советских воинов.